# Максгютте-Гайдгоф
Максгютте-Гайдгоф (нім. Maxhütte-Haidhof) — місто в Німеччині, розташоване в землі Баварія. Підпорядковується адміністративному округу Верхній Пфальц. Входить до складу району Швандорф.
Площа — 34,71 км2. Населення становить 11 817 ос. (станом на 31 грудня 2020).